# Deus Ex: Human Revolution
Deus Ex: Human Revolution is een first-person shooter ontwikkeld door Eidos Montreal. Het spel wordt uitgegeven door Square Enix en kwam in Europa op 26 augustus 2011 uit voor de PlayStation 3, Windows en Xbox 360. De versie voor OS X is ontwikkeld en uitgegeven door Feral Interactive en kwam in april 2012 uit. De Director's Cut kwam voor alle voorgaande als de Wii U uit. Het is het derde spel in de Deus Ex-serie en is een prequel op het eerste spel in de serie, Deus Ex.
Deus Ex · Deus Ex: Invisible War · Deus Ex: Human Revolution · Deus Ex: The Fall · Deus Ex: Mankind Divided